# Max Willi Sahmland

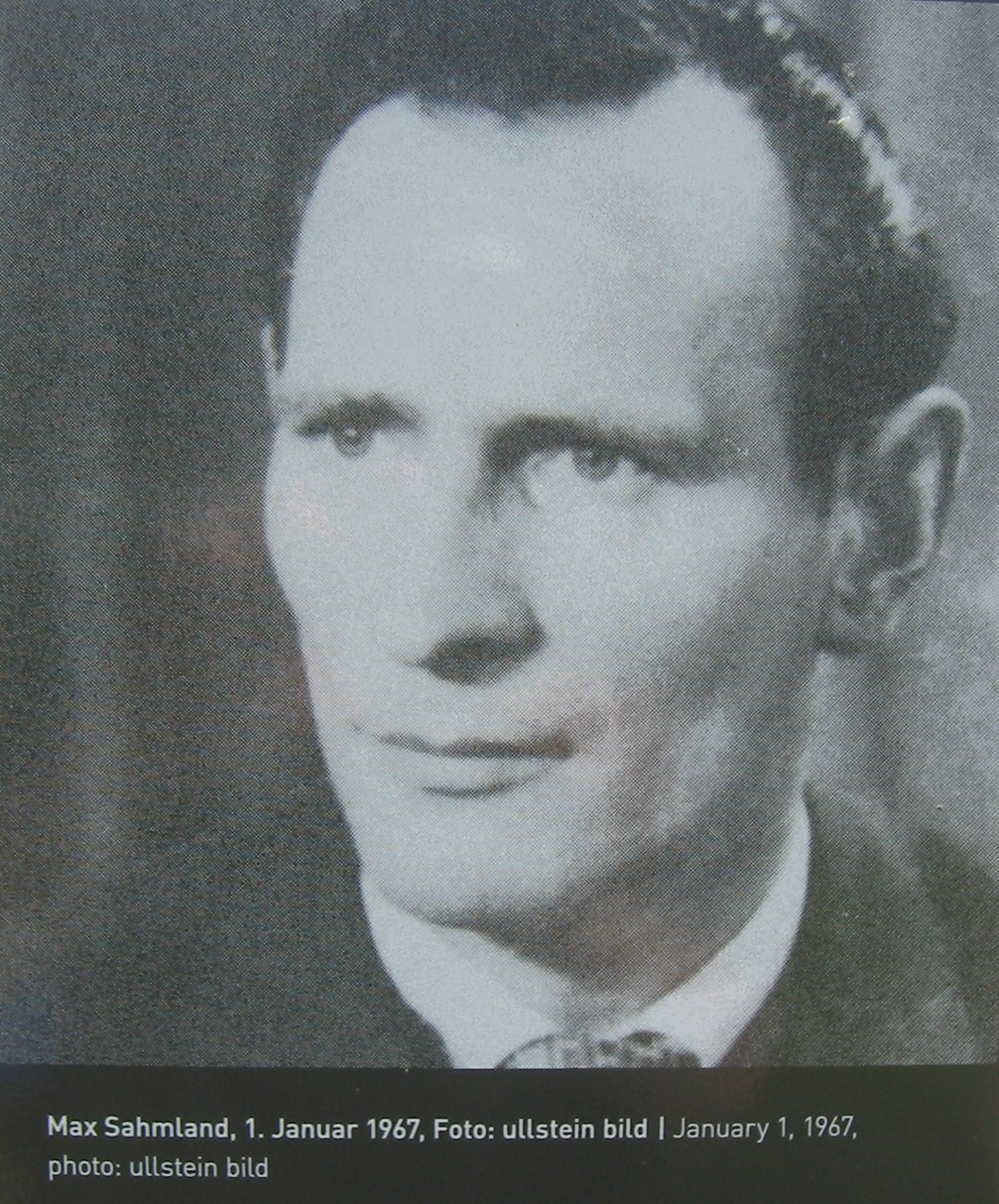
Max Sahmland

Max Willi Sahmland (* 28. März 1929 in Berlin; † 27. Januar 1967 ebenda) ist ein Todesopfer an der Berliner Mauer.

## Leben
Nach der Schule begann Max Sahmland in der Landwirtschaft zu arbeiten. Später arbeitete er als Schmied im Schwermaschinenbau Wildau. Anfang 1961 zog er ohne seine Familie nach West-Berlin, kehrte aber später wieder nach Ost-Berlin zurück. Seine Ehe scheiterte, und er begann ein Alkoholproblem zu entwickeln. Dieses führt zu weiteren Problemen. Als Verursacher eines Verkehrsunfalls wurde er 1964 zu einer eineinhalbjährigen Freiheitsstrafe verurteilt. Eine weitere Verurteilung erfolgte Anfang 1967, nachdem er seine Verlobte schlug. Um der neuerlichen Freiheitsstrafe und der anschließenden Unterbringung in einer Trinkerheilanstalt zu entgehen, beschloss er, mit seiner Verlobten aus der DDR zu fliehen.
Ihre ersten beiden Fluchtversuche scheiterten, ohne dass sie entdeckt wurden. Vor dem dritten Versuch vertrauten sie sich einer Freundin an, die beschloss, ebenfalls zu fliehen. Am Abend des 26. Januar brachen sie mit Fahrrädern zum Bahnhof Zeuthen auf und fuhren von dort mit der S-Bahn nach Berlin-Adlershof, wo sie sich ins Grenzgebiet begaben. Max Sahmland hatte in der Gegend in einer Kläranlage gearbeitet. Das Wetter war in dieser Nacht schlecht. Die Sicht wurde durch Wind und Regen verschlechtert. Durch einen Graben kriechend, näherten sie sich dem hinteren Grenzzaun, den Max Sahmland mit einer Drahtschere durchschnitt. Die Frauen blieben etwas zurück. Als Max Sahmland versuchte, den Signalzaun zu überwinden, löste er gegen 2.30 Uhr Alarm aus. Von einem Wachturm wurde er unter Beschuss genommen. Von einer Kugel getroffen, setzte Max Sahmland seine Flucht fort und erreichte den Teltowkanal. Dort ging er ins Wasser, um schwimmend zu fliehen. Die Grenzsoldaten nahmen die Verfolgung auf und schossen auch noch auf ihn, als er die West-Berliner Hälfte des Kanals erreicht hatte. Zwei Arbeiter wollten ihm zur Hilfe kommen, suchten aber selbst Deckung vor den Schüssen der Grenzsoldaten. Als die Polizei und Feuerwehr vor Ort eintrafen, fehlte von Max Sahmland jede Spur. Sein Leichnam wurde am 8. März 1967 aus dem Teltowkanal geborgen. Er war mehrfach getroffen worden, unter anderem erlitt er einen Lungendurchschuss.
Seine Begleiterinnen schlichen sich, aufgeschreckt durch die Schüsse, zurück in das Hinterland der DDR und kehrten unbehelligt zu ihren Wohnungen in Ost-Berlin zurück. Sie wurden am nächsten Tag verhaftet und später wegen sogenannter „Republikflucht“ zu Haftstrafen verurteilt. Max Sahmland wurde in West-Berlin beigesetzt. Der Mutter wurde die Teilnahme durch das Ministerium für Staatssicherheit verweigert.
Der mutmaßliche Todesschütze stand 2000 in einem Mauerschützenprozess vor dem Landgericht Berlin, das ihn aus Mangel an Beweisen freisprach.